# Stato di Aleppo
Lo Stato di Aleppo (in francese État d'Alep; in arabo دولة حلب‎? Dawlat Ḥalab) fu uno dei cinque Stati istituiti dall'Alto Commissario francese del Levante, il generale Henri Gouraud, nel mandato francese della Siria che seguì la Conferenza di Sanremo e il crollo della monarchia di breve durata di re Faisal I in Siria.
Gli altri stati erano lo Stato di Damasco (1920), lo Stato alawita (1920) e il Gebel Druso (1921). Lo Stato del Grande Libano (1920) divenne in seguito l'odierno Libano. La capitale dello Stato di Aleppo era Aleppo.

## Istituzione

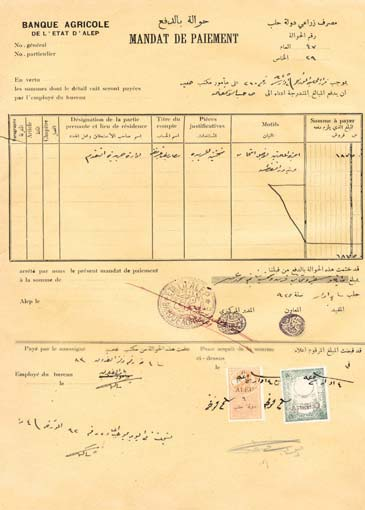
Documento ufficiale recante il nome e i timbri dello Stato di Aleppo

Lo Stato di Aleppo fu dichiarato dal generale francese Henri Gouraud il 1º settembre 1920 come parte di un piano francese per rendere la Siria più facile da controllare suddividendola in diversi Stati più piccoli. La Francia divenne più ostile all'idea di una Siria unita dopo la battaglia di Maysaloun. Lo Stato di Aleppo comprendeva il Sangiaccato di Alessandretta ed era governato da Kamil Pasha al-Qudsi.
Separando Aleppo da Damasco, Gouraud voleva capitalizzare il tradizionale stato di competizione tra le due città e trasformarlo in divisione politica. La gente di Aleppo era scontenta del fatto che Damasco fosse stata scelta come capitale per la nuova nazione della Siria. Gouraud intuì questo sentimento e cercò di manipolarlo facendo di Aleppo la capitale di uno Stato grande e più ricco con cui sarebbe stato difficile per Damasco competere. Lo Stato di Aleppo disegnato dalla Francia conteneva la maggior parte dell'area fertile della Siria, compreso la fertile campagna intorno ad Aleppo e l'intero bacino fertile dell'Eufrate. Lo Stato aveva anche accesso al mare tramite il Sangiaccato autonomo di Alessandretta. D'altra parte, Damasco, che è un'oasi ai margini del deserto siriano, non aveva né terre fertili né l'accesso al mare a sufficienza. Gouraud voleva rendere attraente lo Stato di Aleppo per i suoi potenziali governanti dandogli il controllo sulla maggior parte delle ricchezze agricole e minerarie della Siria, in modo che non volesse riunirsi a Damasco.

## Popolazione
Nello Stato di Aleppo c'era una maggioranza musulmana sunnita. Questa popolazione era per lo più araba, ma includeva anche curdi, specialmente nelle regioni orientali, e altre diverse etnie trasferite durante il periodo ottomano, in particolare circassi, albanesi, bosniaci, bulgari, turchi, cabardini, ceceni e altri. Anche significative popolazioni musulmane sciite vivevano ad Aleppo, in città come Nebbol, Fu'a, Az Zahra', Kefrayya e Maarrat Misrin.
Aleppo fu anche sede di una delle comunità cristiane più ricche e diversificate d'Oriente. I cristiani appartenenti a una dozzina di congregazioni diverse (con prevalenza delle chiese armena apostolica, greco-cattolica e siriaca-ortodossa) rappresentavano circa un terzo della popolazione di Aleppo, rendendola la città con la più grande comunità cristiana del Medio Oriente al di fuori del Libano. Molti cristiani abitavano anche i distretti orientali dello stato, essendo principalmente di etnia siriaca e assira.
Nel 1923, la popolazione totale dello Stato era di circa 604.000 (esclusa la popolazione nomade delle regioni orientali). La città di Aleppo aveva anche una grande comunità ebraica.

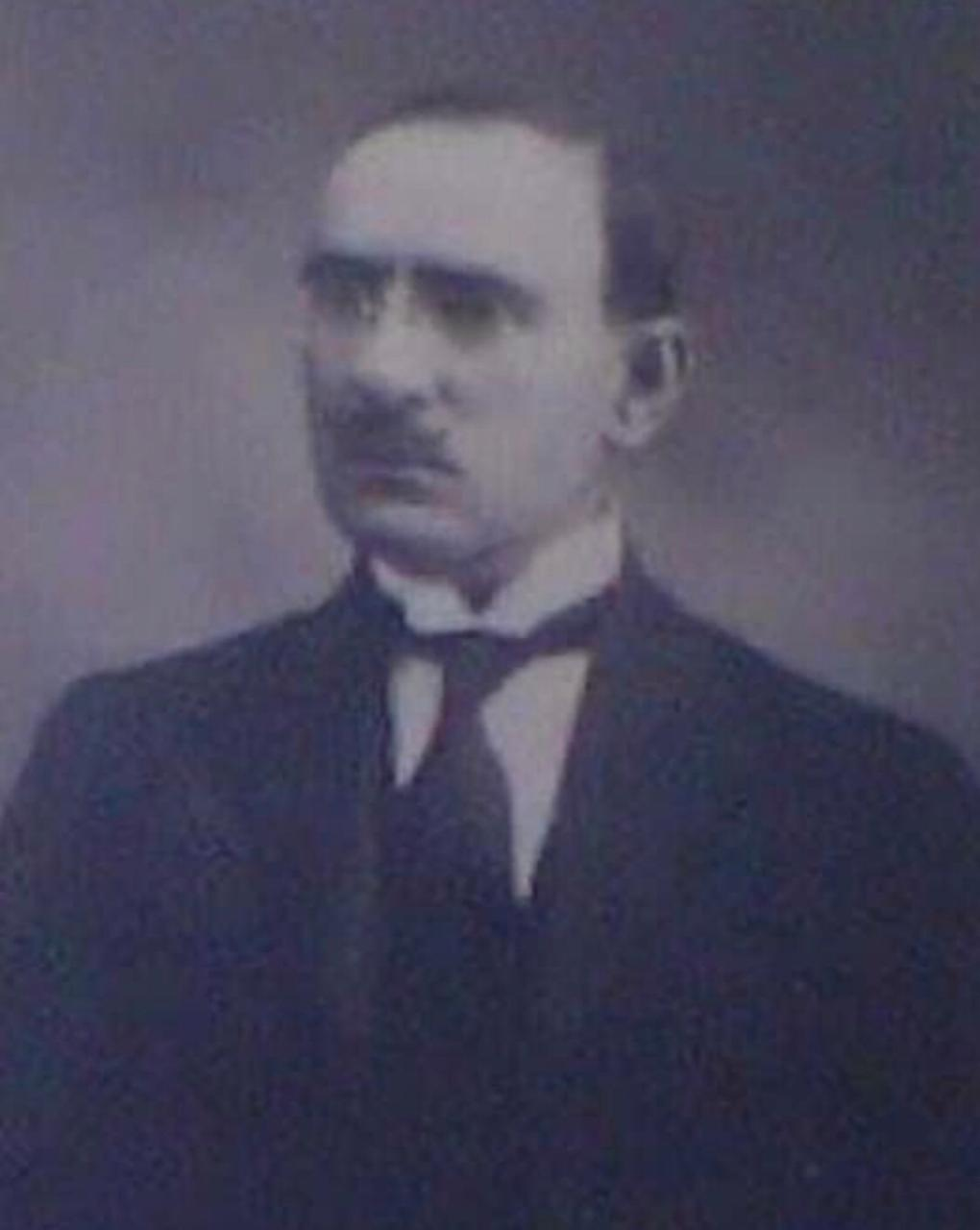
Mustafa Bey Barmada, Governatore Generale dello Stato di Aleppo, 1923

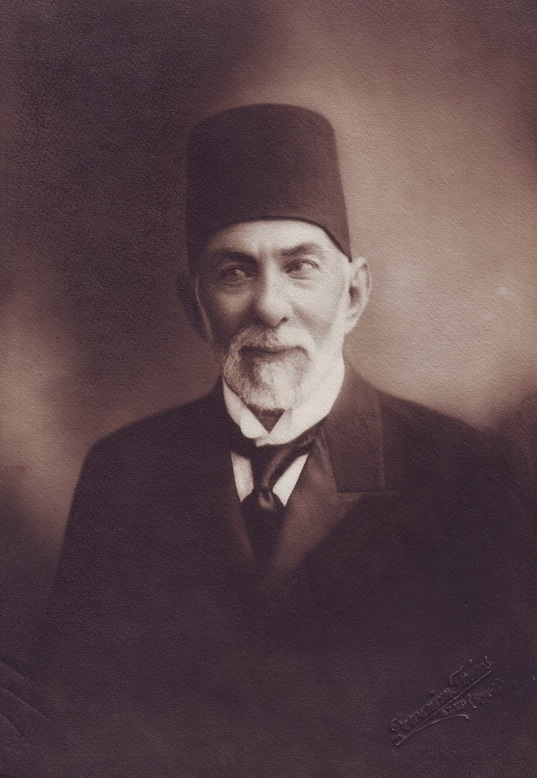
Mar'i Pasha Al Mallah, Governatore Generale dello Stato di Aleppo, 1924

| Distribuzione generale della popolazione nello Stato di Aleppo secondo il censimento francese del 1921-1922 |          |             |
| Religione                                                                                                   | Abitanti | Percentuale |
| sunnita | 502.000  | 83,1%       |
| cristiani                                                                                                   | 52.000   | 8,6%        |
| alawiti | 30.000   | 5%          |
| ebrei | 7.000    | 1,2%        |
| stranieri                                                                                                   | 3.000    | 0,5%        |
| Totale | 604.000  | 100%        |

## Governatori
- 1920-1922 Generale Kamil Pasha al-Qudsi (1845-1926)
- 1923 Mustafa Bey Barmada (1883-1953)
- 1924-1925 Mar'i Pasha Al Mallah (1856-1930)

## Delegati francesi
- 1920-1922 Generale de Lamothe
- 1922-1924 Generale Billotte (1875-1940)
- 1925 Monsieur Jacques Reclus

## Il Consiglio Direttivo
Nonostante i desideri del governo francese, la resistenza arabo-islamica fu sufficiente a costringere i francesi a lavorare attraverso di loro nel governo dell'area. Di conseguenza venne creato nel 1920 il per integrare il governatore generale. I quattro membri del Consiglio erano: Mar'i Pasha Al Mallah (Interni), Subhi Bey Al Nayyal (Giustizia), Nasri Effendi Bakhash (Commercio e agricoltura) e Victor Effendi 'Ajouri (Finanze). Alle dimissioni di Al Mallah nel 1921, gli succedette Al Nayyal come direttore degli interni e Zaki Bey Al Gorani fu scelto per succedere ad Al Nayyal come direttore della giustizia. Nel 1923, un governo francese di sinistra salì al potere e cambiò la direzione politica consentendo la costruzione di una Siria panaraba. Pertanto, il Consiglio di amministrazione di Aleppo venne abolito in seguito alla costituzione della Federazione siriana.

## Il Consiglio di Rappresentanza
La legislatura era caratterizzata dal Consiglio di rappresentanza, la cui maggioranza dei suoi membri era filofrancese. Alcuni dei deputati di spicco furono Subhi Barakat che in seguito servì come presidente della Federazione siriana, il sindaco di Aleppo Ghaleb Bey Ibrahim Pasha, il capo della Camera di commercio Salim Janbarat, l'avvocato Michel Janadri e Fakhir Al Jabiri, fratello maggiore del leader nazionalista Saadallah al-Jabiri.

## Rivolta di Hananu
Ibrahim Hananu, originario di Aleppo e membro di spicco del Congresso nazionale siriano eletto nel 191, rifiutò il mandato francese della Siria. Supportato dal leader nazionalista turco Mustafa Kemal Atatürk, Hananu avviò un'insurrezione armata contro i francesi che durò fino al suo arresto nel 1921. Hananu fu processato nello stesso anno in un tribunale di Aleppo, ma fu dichiarato non colpevole dai giudici per tre voti contro due; probabilmente il verdetto venne influenzato dalle folle di sostenitori che si radunarono intorno al tribunale in quel giorno.
Hananu si trasferì in seguito all'opposizione politica e nel 1926 svolse un ruolo importante nell'impedire la secessione di Aleppo dallo Stato di Siria istituito nel dicembre 1924. Morì nel 1935.

## La Federazione siriana e lo Stato di Siria
Il 28 giugno 1922 il generale Gouraud creò la Federazione siriana. La federazione comprendeva gli stati di Damasco, Aleppo e lo Stato alawita. Nel 1924, lo Stato alawita fu nuovamente separato. La Federazione siriana fu incorporata nello Stato di Siria il 1º gennaio 1925. Con la centralizzazione del nuovo Stato siriano nel 1925, Aleppo perse la sua autonomia e si ridusse a dipendenza provinciale da Damasco. Il governatore generale in carica dello Stato di Aleppo, il musulmano Mar'i Pasha Al Mallah, fu nominato governatore (vali) della provincia di Aleppo (con grado di ministro). Tuttavia, la bandiera coloniale dello Stato di Aleppo rimase in uso fino al 25 gennaio 1925, quando fu definitivamente abolita.